# Charlotte Dürnberger
Charlotte Dürnberger (* 2. Dezember 1936 in St. Valentin) ist eine österreichische Grafikerin und Beamtin. Von 1994 bis 1999 war sie Präsidentin und seit 2007 ist sie Ehrenpräsidentin des Oberösterreichischen Künstlerbundes.

## Leben und Wirken
Charlotte Dürnberger besuchte bis 1955 die Kunstgewerbeschule für Werbe- und Gebrauchsgrafik, absolvierte 1967 die Matura am Bundesgymnasium für Berufstätige und 1968 den Abiturientenlehrgang für Lehrerbildung.
Dürnberger war bis zu ihrer Pensionierung Beamtin der oberösterreichischen Landesregierung und als solche für die Erstellung einiger Publikationen im Bereich der Statistik verantwortlich bzw. beteiligt.
Die Künstlerin war von 1953 bis 1962 Mitglied und Mitwirkende im Brucknerchor. Seit 1970 macht sie mit graphischen Werken wie Lithographien, Zeichnungen und Kalligraphien auf sich aufmerksam. Sie präsentiert ihre Werke in Einzel- und Gemeinschaftsausstellungen.
Dürnberger ist seit 1984 Mitglied und war von 1994 bis 1999 Präsidentin des Oberösterreichischen Künstlerbundes. Während dieser Zeit oblag ihr die Redaktion, Gestaltung und Druckorganisation der Festschrift zum 50-jährigen Bestehens des Künstlerbundes.

## Publikationen
- Bevölkerungsentwicklung im Bezirk Rohrbach, in: Oberösterreichische Heimatblätter. Jahrgang 46, Heft 1, Linz 1992, S. 8–19 (ooegeschichte.at [PDF]).
- Der Mikrozensus in Oberösterreich 1974 bis 1981. sonderprogramm1: Haushaltsbefragungen; 2: Befragung zu Beruf und Arbeitsplatz, in: Beitrag zur oberösterreichischen Statistik, Linz 1982/1983
- Der Mikrozensus in Oberösterreich 1974 bis 1980, in: Beitrag zur oberösterreichischen Statistik, Linz 1981
- Wir im Wandel der Zeit, in: Festschrift zum 50-jährigen Bestehen des OÖ. Künstlerbundes, (Redaktion, Herausgeber), Linz 2000
- Mit Otto Lackinger, Herbert Maurer: Wahlen in Oberösterreich 1945 bis 1979, in: Amt der OÖ. Landesregierung, Abteilung Statistik (Herausgeber), Linz 1979
- Mit Ewald Kutzenberger: Straßenverkehrsunfälle in Oberösterreich. Bisherige Entwicklung und Ausblick, in: Beiträge zur oberösterreichischen Statistik, Linz 1991

## Auszeichnungen
- Silbernes Ehrenzeichen der Republik Österreich (1998)
- Anerkennungsurkunde der Stadt Linz für besonderes Engagement für Kunst und Kultur seit der Übernahme der Präsidentschaft beim OÖ. Künstlerbund (1999)
- Goldenes Verdienstzeichen des Landes Oberösterreich
- Ehrenpräsidentin des Oberösterreichischen Künstlerbundes (2007)